# Greater San Antonio
| Karte               | Karte                                                               |
| ------------------- | ------------------------------------------------------------------- |
|                     |                                                                     |
| Basisdaten          |                                                                     |
| Bundesstaat:        | Texas                                                               |
| Countys:            | Atascosa, Bandera, Bexar, Comal, Guadalupe, Kendall, Medina, Wilson |
| Fläche:             | 19.130 km²                                                          |
| Einwohner:          | 2.558.143 (2020)                                                    |
| Bevölkerungsdichte: | 117 Einwohner/km²                                                   |

Greater San Antonio ist eine acht Countys umfassende Metropolregion im US-Bundesstaat Texas, die vom Office of Management and Budget als San Antonio–New Braunfels Metropolitan Statistical Area bezeichnet wird. Die Metropolregion erstreckt sich über Südtexas und Zentraltexas und liegt an der südwestlichen Ecke des Texas Triangle. Die offizielle US-Volkszählung von 2020 ergab, dass die Einwohnerzahl der Metropolregion bei 2.558.143 liegt - gegenüber 1.711.103 im Jahr 2000 - und damit die 24. größte Metropolregion der Vereinigten Staaten ist. Greater Austin liegt etwa 80 Meilen (ca. 129 km) nordöstlich des Großraums San Antonio.
San Antonio ist nach dem Dallas-Fort-Worth-Metroplex und der Metropolregion Greater Houston der drittgrößte Ballungsraum in Texas.

## Countys
| County              | 2020 Census | 2010 Census | 2000 Census | 1990 Census |
| ------------------- | ----------- | ----------- | ----------- | ----------- |
| Atascosa            | 48.981      | 44.911      | 38.628      | 30.533      |
| Bandera             | 20.851      | 20.485      | 17.645      | 10.562      |
| Bexar               | 2.009.324   | 1.714.773   | 1.392.931   | 1.185.394   |
| Comal               | 161.501     | 108.472     | 78.021      | 51.832      |
| Guadalupe           | 172.706     | 131.533     | 89.023      | 64.873      |
| Kendall             | 44.279      | 33.410      | 23.743      | 14.589      |
| Medina              | 50.748      | 46.006      | 39.204      | 27.312      |
| Wilson              | 49.753      | 42.918      | 32.408      | 22.650      |
| Greater San Antonio | 2.558.143   | 2.142.508   | 1.711.703   | 1.407.745   |

## Orte

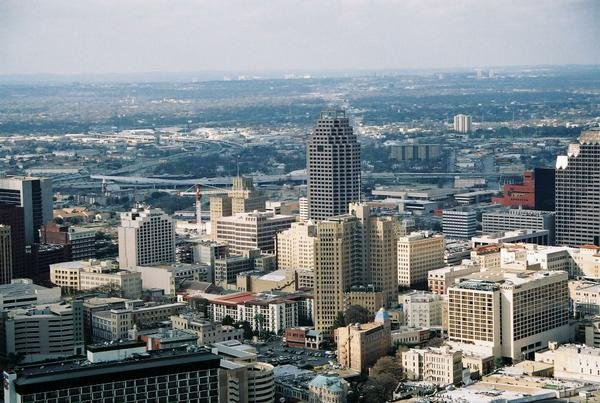
San Antonio

- San Antonio
- New Braunfels
- Cibolo
- Converse
- Schertz
- Seguin
- Timberwood Park

## Bevölkerung
Der Großraum San Antonio gehört den am schnellsten wachsenden Großstadtregionen in den Vereinigten Staaten. Seit 1950 hat sich die Bevölkerung mehr als verfünffacht, was auf natürliches Wachstum und Zuwanderung aus dem Ausland und Inland zurückzuführen ist. 2020 waren 50,3 % der Bevölkerung Weiße, 7,1 % waren Schwarze, 2,9 % waren Asiaten, 1,1 % waren amerikanische Ureinwohner und 38,4 % gehörten mehreren oder sonstigen Gruppen an. Insgesamt 54,3 % waren, unabhängig von der Ethnie, spanischer oder lateinamerikanischer Abstammung (Hispanics). In der Metropolregion leben viele Personen mit mexikanischer Abstammung.
| Jahr | Einwohner¹ |
| ---- | ---------- |
| 1900 | 69.422     |
| 1950 | 500.460    |
| 1960 | 796.792    |
| 1970 | 863.669    |
| 1980 | 1.154.648  |
| 1990 | 1.407.745  |
| 2000 | 1.711.703  |
| 2010 | 2.142.508  |
| 2020 | 2.558.143  |

¹ 1900–2020: Volkszählungsergebnisse

## Bildung
Die Stadt San Antonio beherbergt zahlreiche öffentliche Bildungseinrichtungen. Die größte Universität in der Region San Antonio ist die University of Texas at San Antonio (UTSA). Weitere öffentliche Einrichtungen sind das University of Texas Health Science Center in San Antonio, die Texas A&M University-San Antonio und die fünf Colleges des Alamo Community College District. Daneben gibt es eine große Anzahl an privaten und religiösen Bildungseinrichtungen.

## Wirtschaft
Die Metropolregion erwirtschaftete 2020 ein Bruttoinlandsprodukt von 116 Milliarden US-Dollar. Aufgrund ihrer vielen Militärbasen ist die Stadt als Military City bekannt, welche ein bedeutender Wirtschaftsfaktor sind.

## Sehenswürdigkeiten
San Antonio ist ein beliebtes Touristenziel. San Antonio ist als "Alamo City" bekannt, da sich das Fort Alamo in der Nähe des Stadtzentrums von San Antonio befindet. Andere wichtige Attraktionen in San Antonio sind: River Walk, SeaWorld, San Antonio Zoo, San Antonio Aquarium und Six Flags Fiesta Texas. In New Braunfels befindet sich ein sehr beliebter Wasserpark, die Schlitterbahn.